# 疫痢
疫痢是中医学中感受湿热疫毒所致的急性热病。多发生于夏秋季节。以发病急骤，腹痛剧烈、里急后重、下痢脓血，伴壮热口渴等为主要证候。西医的急性细菌性痢疾、中毒性细菌性痢疾等，可参考本病辨证治疗。

## 外部連結
- 痢疾 中藥方劑圖像數據庫 (香港浸會大學中醫藥學院) （中文）（英文）